# Melasina stratifica
Melasina stratifica är en fjärilsart som beskrevs av Edward Meyrick 1907. Melasina stratifica ingår i släktet Melasina och familjen säckspinnare. Inga underarter finns listade i Catalogue of Life.